# Raymond Paumier
Pour les articles homonymes, voir Paumier (homonymie).
 (octobre 2019).
Si vous disposez d'ouvrages ou d'articles de référence ou si vous connaissez des sites web de qualité traitant du thème abordé ici, merci de compléter l'article en donnant les références utiles à sa vérifiabilité et en les liant à la section « Notes et références ».

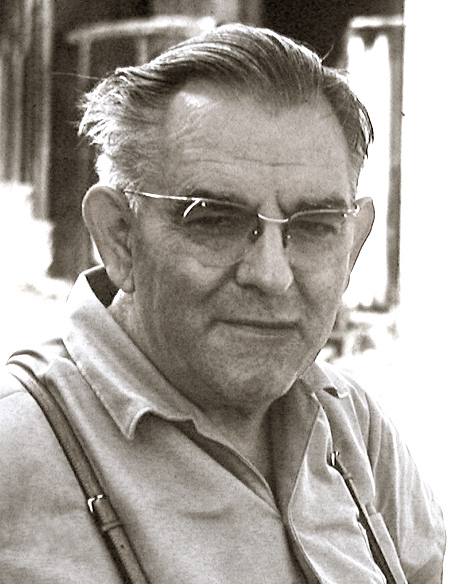
Raymond Paumier. ©G.Pichon

Raymond Paumier est un nutritionniste français, né à Souligné-sous-Ballon dans la Sarthe le 14 juillet 1902 et mort le 15 septembre 1975 à Sant Julià de Lòria en Andorre,.
Conseiller de Pierre Mendès France sous la IVe république, il lutte contre la malnutrition en milieu rural, en instaurant des campagnes d’éducation au goût et de distribution du lait (le dernier pays ayant conservé cet usage est le Québec au Canada en 1977). Il interdit l'usage de l'alcool pour les enfants en âge scolaire (de moins de 14 ans avant 1959 et 16 ans après la loi de Jean Bethoin sur la généralisation de l'enseignement en France).

## Biographie

### Jeunesse et formation
Né dans une famille modeste, il se passionne pour la médecine. Mais c'est vers l'éducation qu'il se tourne d'abord. Pour beaucoup de jeunes de sa condition, devenir instituteur est alors (et reste) une promotion sociale.
En lien avec ses deux passions, en 1930, il met en place les premiers prototype de cantine scolaire avec le docteur Louis Saint Pierre , médecin et maire de Montgeron.

### Assistant d'Alexis Carrel
Il correspond avec et fréquente le Prix Nobel de Médecine Alexis Carrel, figure à la fois révérée et décriée de la psychopathologie d'époque, réputé pour ses recherches sur le génome humain mais dont les prises de position ouvertement eugénistes en matière de handicap sont condamnables.

### Guerre et Résistance
En 1940, dans la France envahie et occupée par l'Allemagne nazie, il devient un résistant. Son rôle dans la libération de la France reste de faible envergure à l'échelle nationale, mais déterminant pour la suite de sa carrière professionnelle et militante, puisqu'il lui ouvre de nouvelles opportunités dans la France à reconstruire, pour appliquer ses idées novatrices en matière de pédagogie de la santé.
Fort de son talent d'organisateur dans le mouvement de la résistance nord, il devient après guerre conseiller de la maire de Montgeron. Pendant ces années, il croise dans son militantisme la figure de Pierre Mendès France, et une amitié profonde naît entre les deux hommes au point où ce dernier devient son référent en politique.

### Réformateur social

#### Le contexte d'après-guerre
En 1947 et jusqu'en 1949, dans une France encore soumise aux tickets de rationnement, à la sous-nutrition et à la malnutrition, il expérimente les premières cantines scolaires dans sa commune de Montgeron, très différentes de l'idée qu'on en a aujourd'hui : il s'agit plutôt d'un préau ou d'une salle de classe aménagée en réfectoire. Le confort est sommaire, mais le succès est au rendez-vous, au point de susciter l'intérêt des pouvoirs parisiens. Très vite cet humble restaurant scolaire se déplace dans une villa désaffectée de Montgeron, appelée la Roseraie.

#### Les ravages de l'alcoolisme
Comprenant les ravages de l'alcoolisme, qui provoque des problèmes gastriques, de croissance et de concentration en classe chez l'enfant, il bannit du réfectoire le cidre et le vin, au profit du lait considéré alors comme bénéfique pour la santé de l'enfant, car riche en calcium. Le Front populaire avait déjà mis en place cette mesure durant le terrible hiver 1937-1938, dans une moindre mesure, et à titre exceptionnel.

#### Ses rapports avec l'école nouvelle
La grande invention de Raymond Paumier est de s'inscrire dans une démarche nouvelle en matière de pédagogie, qui n'est pas sans rappeler l'éducation nouvelle, alors en vogue dans l'euphorie d'après-guerre, dans une France libérée, en mal de régénération sociale, comme en témoigne aussi l'École émancipée de Célestin Freinet, avec entre autres le journal scolaire mural.
Ils ont tous deux en commun une démarche novatrice, dans leur conception de l'école, comme lieu de transmission d'un savoir académique, mais aussi de réforme sociale, dans la recherche d'une société plus juste, parce que plus égalitaire, tout en refusant collectivisme et embrigadement.
À la fin de sa vie, son expérience municipale se poursuit par le déménagement du réfectoire au centre scolaire Jean Moulin.

### Conseiller de Mendès France

#### Sous laIVerépublique
En 1954, bien loin de la France métropolitaine, la guerre d'Indochine prend fin avec la défaite de l'armée française à Dien Bien Phu, face au Việt Minh : l'Indochine éclate en quatre États indépendants et souverains (Nord-Vietnam, Sud-Vietnam, Laos et Cambodge). Dans le même mouvement, la majorité passe du centre-droit au centre gauche, Joseph Laniel laisse la Place à Pierre Mendès France, ancien résistant, opposant au Régime de Vichy et membre du Parti Radical, et qui, outre ses idées anti-coloniales, professe un radicalisme rénové pragmatique mêlant volontairement planisme de type néo-socialiste, subsidiarité gaulliste et réformisme social-démocrate.

#### Son parcours politique
Raymond Paumier n'est pas radical-socialiste, mais transfuge de la SFIO, dans le sillage d'un de ses représentants dans une partie de la Seine-et-Oise (l'actuelle Essonne), le docteur Louis Saint Pierre . Il est de tendance blumiste, plus à gauche que Mendès France certes, mais moins idéologue. La politique pour lui n'est pas un but, mais le moyen de faire avancer ses idées.

#### La postérité de ses travaux de nutritionistes
En 1956, le rêve de Raymond Paumier est la généralisation des cantines scolaires . L'interdiction de l'alcool est cette année acté . Il faut pourtant attendre 1991 pour que la population enseignante et le personnel, avec la loi Claude Evin, n'aient plus le droit de consommer du vin ou du tabac dans les établissements scolaires publics et privés sous contrat d'association.